# 佐竹義舜
佐竹 義舜（さたけ よしきよ）は、室町時代後期から戦国時代にかけて武将。常陸国の戦国大名。佐竹氏の第15代当主。常陸太田城主。父は第14代当主義治。
100年近く続いた佐竹の乱に終止符をうち、古河公方家の内紛である永正の乱や、白河結城氏の内紛（永正の変）などに介入した。また、失地の一部の回復にも成功している。江戸氏や小野崎氏の内紛に介入するなど領内の支配体制をまとめ直し、佐竹氏の戦国大名化に努めたために佐竹氏の中興の祖と呼ばれる。

## 生涯

### 山入佐竹氏との戦い
兄の今宮周義（ちかよし）は庶子であったため、代わって義舜が嫡男となり、延徳2年（1490年）、父・義治の後を受けて第15代当主となったが、この直後の7月に代々本家に反抗的であった佐竹山入家の佐竹義藤・佐竹氏義父子が、長倉氏、天神林氏、宇留野氏らと結んで反乱を起こし、常陸太田城を襲った。不意を襲われ劣勢の義舜は居城を捨て、母の実家の大山氏を頼り、その城の1つ孫根城に匿われた。
明応元年（1492年）、義藤が病死すると、和議の気運が持ち上がり、義舜の正室の実家である岩城氏が仲介役となり、岩城氏家老の岡本竹隠軒と山入家方の有力者の江戸通雅、小野崎親通が協議を重ねた。山入家を継いだ氏義は江戸氏と小野崎氏が離反した後も、あくまでも義舜との抗争の継続に固執し、明応9年（1500年）には大山城の義舜は氏義の攻撃を受け、金砂山城に追いやられた。
文亀2年（1502年）の金砂山城の戦いで、氏義により義舜は自害寸前まで追い詰められたが、天候の悪化を味方につけ逆襲し、なんとか滅亡を逃れることができた。その後、大門城に移り、岩城氏などの援助を受けて形勢は逆転し、永正元年（1504年）には常陸太田城を奪回することに成功した。氏義・義盛父子は捕らえられ殺害され、永正3年（1506年）までには反逆した佐竹山入家一族は滅ぼされた。

### 勢力拡大・下野国進出
義舜は所領の一部を再び岩城氏らに割譲せざるを得なくなったが、その後は永正の乱や、白河結城氏の内紛（永正の変）などに介入し、依上保（現茨城県久慈郡大子町）まで版図を拡大した。また、家法を二十三ヶ条制定し、軍事力の強化を図った。
永正10年（1513年）8月には、茂木持知に対し山内郷、小深郷（現在の栃木県茂木町）をあてがい、小田氏庶流である茂木氏を佐竹家臣団に組み込み下野国への進出に成功。さらに宇都宮家中に属している武茂氏（宇都宮一門）や松野氏（宇都宮一門）にも影響を与えた。武茂氏や松野氏は後に宇都宮氏から離れ佐竹氏の影響下に降ることになるがその時期は天文年間であり、次代の義篤・義昭父子の頃である。

### 宇都宮成綱との戦い
永正11年（1514年）には足利政氏の命で、岩城由隆とともに2万の軍勢で下野を攻めた。下野の戦国大名宇都宮成綱による古河公方擁立を阻止するためだけでなく、佐竹氏と宇都宮氏の北関東の覇権を巡る戦いでもあった。那須口で成綱の名代で出陣した宇都宮忠綱の軍勢を破り(那須口の戦い)、追撃するが竹林の地で宇都宮成綱の軍勢と結城政朝の軍勢に敗れ兵を引き上げた（竹林の戦い）。合戦で敗北後、しばらくの間は足利政氏と連絡をとることが困難な状態に陥ってしまった。
永正13年（1516年）に、再び宇都宮氏を討つために岩城由隆とともに大軍を率いて下野を攻め、下野国上那須庄浄法寺縄釣で合戦するが、宇都宮成綱の調略によって那須氏が寝返ってしまったために不利になり敗北。兵を引き上げるが宇都宮成綱は義舜を追撃し、宇都宮氏の常陸国侵攻を許してしまう。常陸国月居城でなんとか成綱の追撃から振り切ることに成功したものの、大きな被害を出してしまった。
永正14年（1517年）3月13日に死去。享年48。庶長子の今宮永義（ながよし）は前述の今宮氏を継いだため、次男（嫡男）の義篤が跡を継いだ。

## 系譜[1]
- 父：佐竹義治
- 母：大山義長の娘
- 正室：喜山妙悦（1484-1515） - 岩城下総守常隆の娘
  - 次男：佐竹義篤
  - 三男：宇留野義元
  - 次女：松山廉長(慶長) - 江戸忠通の正室
  - 四男：佐竹義里 - 佐竹南家初代当主
- 生母不明の子女
  - 長女：松堂高光 - 岩城由隆の正室
  - 長男：今宮永義
  - 五男：一渓 - 古内氏の祖